# Пацултово (Острудський повіт)
Пацултово (пол. Pacółtowo, нім. Groß Pötzdorf) — село в Польщі, у гміні Ґрунвальд Острудського повіту Вармінсько-Мазурського воєводства.
Населення — 266 осіб (2011).
У 1975-1998 роках село належало до Ольштинського воєводства.

## Демографія
Демографічна структура станом на 31 березня 2011 року:
|          | Загалом | Допрацездатний вік | Працездатний вік | Постпрацездатний вік |
| -------- | ------- | ------------------ | ---------------- | -------------------- |
| Чоловіки | 131     | 37                 | 88               | 6                    |
| Жінки    | 135     | 47                 | 68               | 20                   |
| Разом    | 266     | 84                 | 156              | 26                   |